# Lingua nahuatl huaxteca centrale
La lingua nahuatl huaxteca centrale è una lingua nativa americana parlata in Messico da circa 200 000 persone, di cui molte parlano anche lo spagnolo. Alcune porzioni della Bibbia sono state tradotte anche in lingua nahuatl huaxteca centrale.